# Кузьминская улица (Москва)
Кузьми́нская улица находится в районе Кузьминки Юго-Восточного округа города Москвы. Расположена на территории Кузьминского лесопарка.

## Расположение
Кузьминская улица начинается на перекрёстке улицы Академика Скрябина с улицей Юных Ленинцев как продолжение улицы Академика Скрябина. По территории Кузьминского лесопарка идёт на юг к усадьбе Кузьминки. Заканчивается на перекрёстке улиц Заречье и Старые Кузьминки.

## История
Улица образовалась задолго до революции. Это была прямая дорога, соединявшая Рязанское шоссе с усадьбой Кузьминки. До 1964 года носила название Кузьминское шоссе. В 1973 году часть улицы от Рязанского проспекта до улицы Юных Ленинцев была переименована в улицу Академика Скрябина.

## Транспорт
Улица имеет по одной полосе для движения в каждом направлении. На улице находятся остановки «Музей К. Г. Паустовского» и «Кузьминский парк» автобусов 429, 725.

## Здания и сооружения

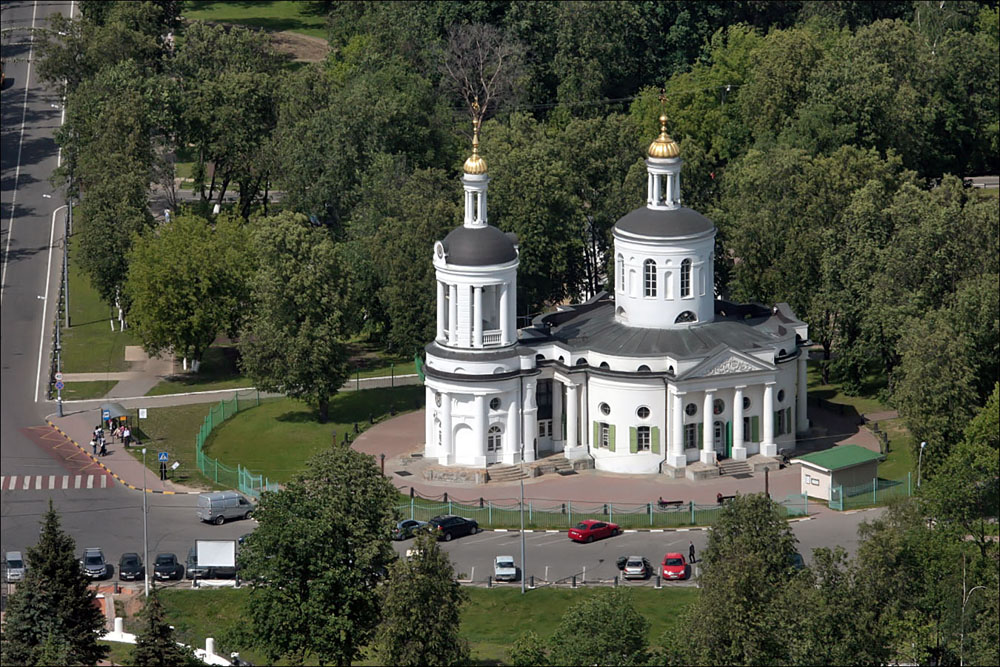
Храм Влахернской иконы Божией Матери

На Кузьминской улице расположен комплекс зданий усадьбы Кузьминки, в частности храм Влахернской иконы Божией Матери в Кузьминках.

### Храм Влахернской иконы Божией Матери
Дом № 1 — Церковь Влахернской Богоматери в Кузьминках. Храм назван в честь Влахернской иконы Божьей Матери, привезённой из Константинополя в Россию в XVII веке.
Престолы: Влахернской иконы Божией Матери, Александра Невского, Сергия Радонежского. Святыни: частица мощей святого благоверного князя Александра Невского, частица мощей апостола Андрея Первозванного.